# 풍속계

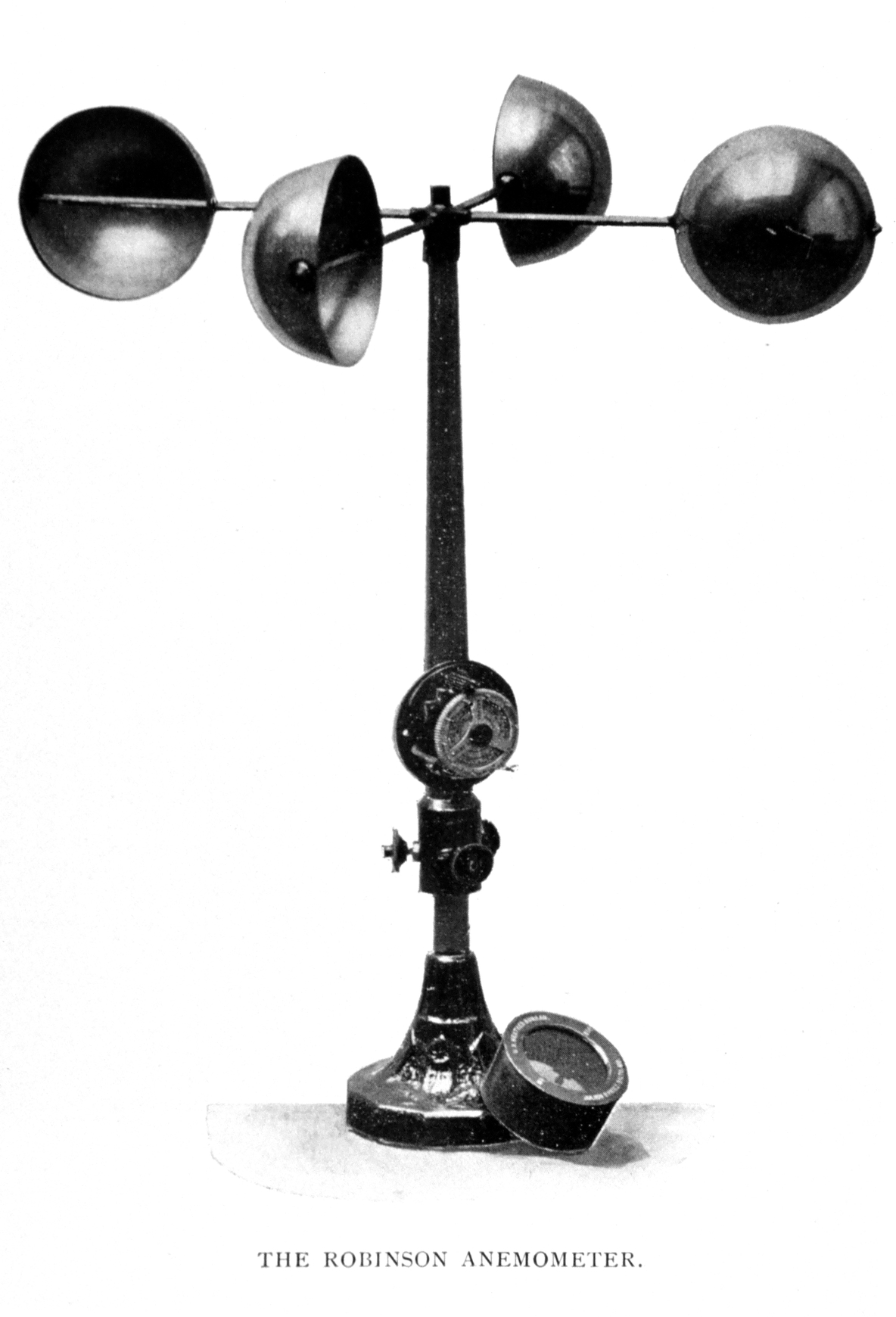
풍속계

풍속계(風速計)는 풍력과 풍속을 재는 장치이다.

## 같이 보기
- 바람자루
- 풍향계